# Дэдпул XXX: пародия Акселя Брауна
Дэдпул XXX: пародия Акселя Брауна (с англ. — «Deadpool XXX: An Axel Braun Parody») — американский порнографический фильм 2018 года, снятый режиссёром Акселем Брауном. Фильм является порнопародией на одноимённого персонажа Marvel Comics.

## Сюжет
Дэдпул собирается снимать пародию для взрослых со своим участием, но его преследуют неудачи. То недостаток артистизма, то пятая стена отделяет его от секса с двумя версиями Домино. Пытаясь найти утешение в баре для наемников, Уэйд пытается познакомиться с кем-нибудь. Однако, Каратель и Электра, зашедшие в бар рушат его планы и недовольны его компанией, поэтому девушка отрубает ему голову. Расстроенный Дэдпул возвращается на площадку, где встречает Кейбла из будущего, а вместе с ним и Леди Дэдпул. Оба рассказывают ему о том, что фильм оказался настолько успешен и популярен, что сервера поломались от потока людей, поэтому ему нужно отказаться от идеи снимать фильм. Дэдпул поначалу им не верит, однако соглашается не снимать фильм, при условии что они покажут ему настоящий экшен на площадке. Пока Кейбл занимается сексом, Дэдпул зовёт на площадку девушку-флаффера. Но прежде чем Дэдпул попытался позвать девушку, появляется режиссёр и продюсер фильма Аксель Браун, который объясняет Уэйда что это флафферы это миф, который уже давным-давно развеяли. По итогу девушка все же приходит, после чего удается снять фильм.

## В ролях
- Сет Гэмбл в роли Уэйда Уилсона/Дэдпула
- Джессика Дрейк в роли Ванды Уилсон/Леди Дэдпул
- Дженнифер Уайт в роли Домино из комиксов
- Ана Фокс в роли Домино из фильма
- Никки Делано в роли флаффера
- Роми Рэйн в роли Электры
- Рамон Номар в роли Карателя
- Томми Ганн в роли Логана
- Брэд Армстронг в роли Кейбла
- Уилл Райдер в роли самого себя
- Джеймс Бартолет[англ.] в роли Джеймса Леблоу
- Аксель Браун в роли самого себя
- Пол Майкл Болан в роли Питера О'Тула
- Айден Эшли в роли посетительницы бара (нет в титрах)
- Фликтор в роли оператора (нет в титрах)
- Хэнк Хоффман в роли члена экипажа (нет в титрах)
- Эви Лав в роли миссис Валери Хайд (нет в титрах)
- Лаки Старр в роли женщины в баре (нет в титрах)
- Анджела Уайт в роли члена экипажа (нет в титрах)
- Дэнни Уайлд в роли члена экипажа (нет в титрах)

## Список сцен
1. Ана Фокс и Дженнифер Уайт[3]
2. Дженнифер Уайт и Сет Гэмбл[4]
3. Роми Рэйн и Рамон Номар[5]
4. Дженнифер Уайт и Томми Ганн[6]
5. Дженнифер Уайт, Никки Делано, Брэд Армстронг и Сет Гэмбл[7]

## Производство
6 октября 2018 года кинокомпания Wicked Comix анонсировала предстоящий фильм, выпустив дебютный трейлер. Сам фильм частично основан на комиксе "Корпус Дэдпула" (с англ. — «Deadpool Corps»), где главный герой Уэйд Уилсон, встречает различные версии себя, в альтернативных вселенных. В интервью журналу XBIZ исполнитель главной роли Уэйда Уилсона/Дэдпула Сет Гэмбл отметил что сниматься и отыгрывать свою роль было довольно тяжко, поскольку эмоций из-за маски не было видно, ему пришлось полагаться лишь на голос и язык тела, а в костюме было довольно жарко, особенно при съемках сцен секса. При съемках фильма, Брэд Армстронг сыгравший Кейбла, решил сам переработать и создать костюм для своего персонажа. В фильме также имеются камео самого режиссёра и многих других участников съëмочной команды фильма. 2 ноября 2018 года фильм вышел в прокат в интернет-магазинах и DVD.

## Награды и номинации
| Год  | Церемония        | Результат | Номинация                           | Получатель(-и)              | Примечания |
| ---- | ---------------- | --------- | ----------------------------------- | --------------------------- | ---------- |
| 2019 | XRCO Award       | Номинация | Лучший актёр                        | Сет Гэмбл                   | [ 12 ]     |
| 2019 | XRCO Award       | Победа    | Лучшая пародия                      | н/д                         | [ 13 ]     |
| 2019 | XBIZ Award       | Победа    | Комедия года                        | н/д                         | [ 14 ]     |
| 2019 | XBIZ Award       | Победа    | Лучший актёр — комедия              | Сет Гэмбл                   | [ 14 ]     |
| 2019 | XBIZ Award       | Номинация | Лучшая актриса — комедия            | Джессика Дрейк              | [ 15 ]     |
| 2019 | XBIZ Award       | Номинация | Лучшее несексуальное появление      | Аксель Браун                | [ 15 ]     |
| 2019 | XBIZ Award       | Номинация | Лучшая секс сцена — комедия         | Роми Рэйн и Рамон Номар     | [ 15 ]     |
| 2019 | XBIZ Award       | Номинация | Сценарий года                       | н/д                         | [ 15 ]     |
| 2019 | XBIZ Award       | Номинация | Лучшая операторская работа          | н/д                         | [ 15 ]     |
| 2019 | XBIZ Award       | Номинация | Лучшее художественное направление   | н/д                         | [ 15 ]     |
| 2019 | XBIZ Award       | Номинация | Лучший монтаж                       | н/д                         | [ 15 ]     |
| 2019 | XBIZ Award       | Номинация | Маркетинговая кампания года         | н/д                         | [ 15 ]     |
| 2019 | AVN Award        | Победа    | Лучшее художественное направление   | н/д                         | [ 16 ]     |
| 2019 | AVN Award        | Победа    | Лучший макияж                       | Дасти Линн и Кэмми Эллис    | [ 16 ]     |
| 2019 | AVN Award        | Победа    | Лучшая пародия                      | н/д                         | [ 16 ]     |
| 2019 | AVN Award        | Победа    | Лучший актер - полнометражный фильм | Сет Гэмбл                   | [ 16 ]     |
| 2019 | AVN Award        | Номинация | Лучший монтаж                       | Аксель Браун и Клаудия Росс | [ 16 ]     |
| 2019 | AVN Award        | Номинация | Лучшее несексуальное выступление    | Джеймс Бартолет             | [ 16 ]     |
| 2019 | AVN Award        | Номинация | Лучшее несексуальное выступление    | Аксель Браун                | [ 16 ]     |
| 2019 | AVN Award        | Номинация | Лучшее несексуальное выступление    | Уилл Райдер                 | [ 16 ]     |
| 2019 | AVN Award        | Номинация | Лучшая сцена орального секса        | Дженнифер Уайт и Сет Гэмбл  | [ 16 ]     |
| 2019 | AVN Award        | Номинация | Лучший саундтрек                    | н/д                         | [ 16 ]     |
| 2019 | AVN Award        | Номинация | Лучшие спецэффекты                  | н/д                         | [ 16 ]     |
| 2019 | NightMoves Award | Победа    | Лучший комедийный/пародийный релиз  | н/д                         | [ 17 ]     |
| 2019 | Fleshbot Award   | Номинация | Лучшая сцена орального секса        | Дженнифер Уайт и Сет Гэмбл  | [ 18 ]     |
| 2019 | Fleshbot Award   | Победа    | Фильм года                          | н/д                         | [ 19 ]     |